# 松下組
松下組（まつしたぐみ）は、兵庫県神戸市に本部を置く暴力団で、神戸山口組の二次団体（神戸山口組舎弟）。

## 略歴

### 二代目
- 2015年8月26日、六代目山口組を離脱した。
- 2015年8月27日、共に離脱した13団体と神戸山口組を結成して、神戸山口組舎弟に就任した。
- 2025年4月7日午後1時、兵庫県警本部を六代目山口組の森尾卯太男本部長、津田力若頭補佐、安東美樹若頭補佐の3人が訪問し、以下の宣誓文を提出し、六代目山口組側は抗争終結を宣言した。「この度は全国の任侠団体の申し出により山口組は処分者の井上、入江、池田、岡本、宮下との抗争を終結する事にしました。尚、山健組処分者の織田とも今後一切揉める事はしません。一般の市民にはご迷惑お掛けしました。高山清司 執行部一同」[1]。

## 歴代
- 初代：松下靖男（五代目山口組若中／二代目山健組若中相談役／山健組若頭補佐）2003年11月引退

## 当代
- 二代目：岡本久男（神戸山口組舎弟／六代目山口組幹部／五代目山口組若中／松下組若頭）

## 構成
- 組長 - 岡本久男
- 副組長 - 中島俊明（神戸山口組幹事中島会会長）
- 副組長 - 池 敏昭（二代目加藤総業組長）
- 若頭 - 住健一郎
- 本部長-佐野正弥
- 若頭補佐兼渉外委員長 - 池 穣治